# Raoul de Graaf
Raoul Joshua de Graaf (Blaricum, 27 augustus 1994), ook wel bekend onder zijn YouTube-naam Raoul (voorheen FC Roelie), is een Nederlandstalige youtuber, die deel uitmaakt van de Bankzitters.

## Carrière

### YouTube-carrière
De Graaf begon al in 2010 een eigen YouTube-kanaal onder de naam ShotEliteNL, maar brak daarmee niet door. Op 27 december 2014 maakte hij het kanaal FC Roelie aan (naam veranderde later in ‘Raoul’) en begon met het maken van gamingvideo’s, voornamelijk van het voetbalspel FIFA. In 2015 begon hij, net als Robbie van de Graaf, video’s te maken voor het YouTube-kanaal DusDavidGames (DDG). Deze video's omvatten gaming en voetbal challenges.
In 2015 begon er zich een groep van zeven FIFA-YouTubers te vormen, die zich uiteindelijk Bankzitters zouden noemen, met daarin naast De Graaf ook Robbie van de Graaf, Koen van Heest, Matthyas het Lam, Milo ter Reegen, Mathijs Stals en Mark van Harten. In de jaren die volgden maakte de zevenkoppige groep steeds meer video’s met elkaar. Daarin speelden ze onder meer games en deden ze challenges. Op 28 augustus 2017 maakten ze een gezamenlijk kanaal Bankzitters, waar later in dat jaar het uploaden van video’s begon. Op 21 februari 2024 bereikten zij reeds 900.000 abonnees. Begin 2020 verlieten Stals en Van Harten de groep en ging de Bankzitters met de vijf andere leden verder (zie Bankzitters). Van september 2019 tot augustus 2021 woonde De Graaf samen met Matthy, Robbie en Koen in een villa in het Zuid-Hollandse dorp Rhoon. Hier maakten ze vele video’s voor het YouTube-kanaal Bankzitters.
Op 18 september 2017 maakte De Graaf een tweede kanaal FC Glorie aan, waarin hij nieuwe FIFA-series ging uploaden. Toen hij de naam van zijn eerste kanaal veranderde in ‘Raoul’ kreeg FC Glorie diens naam FC Roelie.

### Muziek
De Graaf bracht als gevolg van de andere Bankzitters-leden op 1 september 2017 zijn disstrack Ideale Schoonzoon uit, waarin hij de andere leden disste.
Zelf bracht hij op 8 maart 2021 ook een eigen nummer Klein broertje uit over Robbie van de Graaf. Met de Bankzitters bracht hij ook al meerdere nummers uit, waaronder de nummer 1-hit Je blik richting mij. Tot nu toe haalde vier nummers van hen de NPO Radio 2 Top 2000.
De Graaf stond in januari 2024 tweemaal met de Bankzitters in een uitverkocht AFAS Live en kondigde na afloop nieuwe concerten aan in januari 2025 in de Ziggo Dome, waarvan de eerste show binnen een uur uitverkocht was.

### Andere werkzaamheden
Voor zijn YouTube-kanaal richtte hij in augustus 2015 een eigen onderneming op, waar hij de producties onder liet vallen (RG Creations B.V.). In maart 2017 richtte hij ook samen met de Bankzitters het bedrijf IkWilTegoed op, die giftcards ging verkopen. Vanaf oktober 2021 zitten de Bankzitters ook met IkWilTegoed in een kantoorpand in Utrecht.
De Graaf deed mee aan de StukTV-series Het Jachtseizoen en De Kluis en was in januari 2024 te zien bij De Slimste Mens, waar hij eenmaal dagwinnaar werd. In maart 2024 verscheen De Graaf in een niet-sprekende rol in de viertiende editie van The Passion.

## Discografie
De Graaf heeft enkele nummers uitgebracht op Spotify, grotendeels samen met de andere Bankzitters.
| Titel                         | Bijdrage                                                                        | Verschijningsdatum |
| ----------------------------- | ------------------------------------------------------------------------------- | ------------------ |
| Ideale schoonzoon             | Bassistent & Matthyas het Lam (prod Mick Spek)                                  | 1 september 2017   |
| Code Oranje                   | Bassistent, Matthyas het Lam & Mascha (Samenwerking met ING)                    | 8 januari 2018     |
| Niks                          | Bankzitters (prod Benji Beats)                                                  | 21 augustus 2019   |
| Eenzaam                       | Bankzitters (prod Mick Spek)                                                    | 6 december 2019    |
| Zuipen tot we kruipen         | Bankzitters (prod Mick Spek)                                                    | 31 januari 2020    |
| Geldwolf (Geen Cartier Remix) | Matthyas het Lam, Bassistent, Robbie van de Graaf, Milo ter Reegen (prod Russo) | 1 augustus 2020    |
| Stapelgek                     | Bankzitters (prod Russo)                                                        | 29 januari 2021    |
| Factureren                    | Robbie van de Graaf (prod Mick Spek)                                            | 1 oktober 2021     |
| Je blik richting mij          | Bankzitters (prod Russo)                                                        | 11 februari 2022   |
| Is dat nou echt?              | Bankzitters (prod Russo)                                                        | 15 juli 2022       |
| Systeem                       | Bankzitters (prod Russo)                                                        | 20 januari 2023    |
| Bali                          | Bankzitters (prod Russo)                                                        | 21 januari 2023    |
| Vrienden voor altijd          | Bankzitters (prod Russo)                                                        | 22 januari 2023    |
| Offline beschikbaar           | Bankzitters (prod Russo)                                                        | 7 juli 2023        |
| Cupido                        | Bankzitters (prod Paul Sinha)                                                   | 17 november 2023   |
| Slaaptekort                   | Bankzitters (prod Carlos Vrolijk en Brahim Fouradi)                             | 5 januari 2024     |
| Entourage                     | Bankzitters (prod Julian Vahle)                                                 | 15 Maart 2024      |
| Huisfeestje                   | Bankzitters, Roxy Dekker (prod Julian Vahle)                                    | 7 Juni 2024        |
| Bro Code                      | Bankzitters (prod Julian Vahle)                                                 | 25 Oktober 2024    |
| Boevenpad                     | Bankzitters (prod Julian Vahle)                                                 | 15 November 2024   |
| Tijdmachine                   | Bankzitters (prod Julian Vahle)                                                 | 15 November 2024   |
| Fluitend naar Huis            | Bankzitters (prod Grégor Kwak)                                                  | 15 November 2024   |

## Privéleven
De Graaf werd geboren in Blaricum en groeide op in Het Gooi, waar hij woonde in Naarden, Laren en Huizen. Tussen 2013 en 2017 studeerde hij marketing & commerciële economie op de Hogeschool van Amsterdam.

## Externe koppelingen
- YouTube-kanaal Raoul
- YouTube-kanaal FC Roelie
- YouTube-kanaal Bankzitters
- instagram raouljoshua